# Alpine Gebirgsschrecke

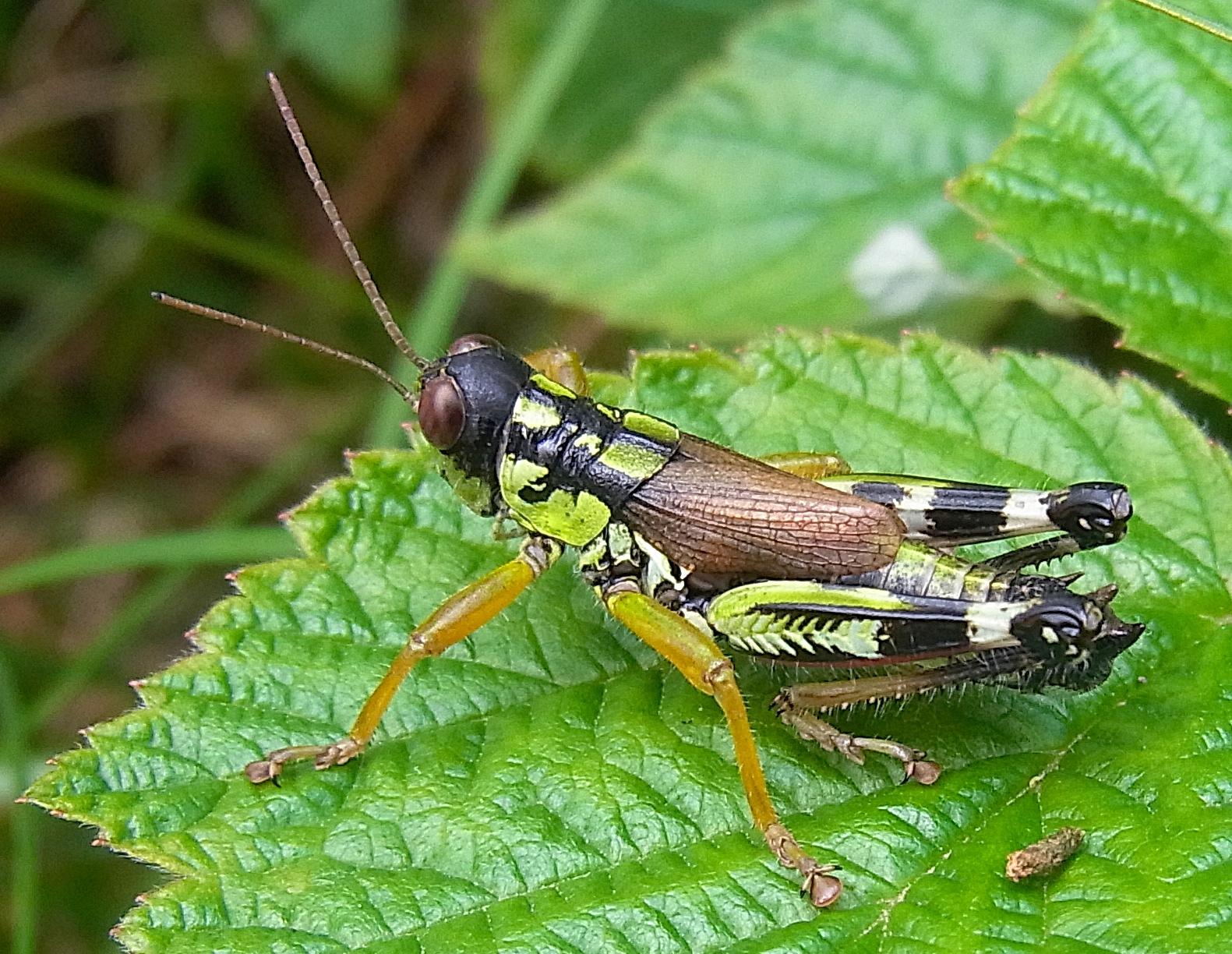
Miramella alpina collina mit längeren Flügeln, ♂

Die Alpine Gebirgsschrecke (Miramella alpina) ist eine Kurzfühlerschrecke aus der Familie der Feldheuschrecken (Acrididae).

## Merkmale
Die Tiere werden 16 bis 23 Millimeter (Männchen) bzw. 22 bis 31 Millimeter (Weibchen) lang. Beide Geschlechter haben eine glänzend grüne Grundfarbe und eine variable schwarze Musterung, die bei den Männchen kontrastreicher ausgeprägt ist. An den Seiten des Halsschildes verläuft jeweils ein schwarzer Längsstreifen. Dieser dehnt sich vor allem bei den Männchen auch nach unten aus. Die Schenkel (Femora) der Hinterbeine sind auf der Unterseite rot gefärbt, die Schienen (Tibien) der Hinterbeine sind bei den Weibchen gelblich bis ocker gefärbt, bei den Männchen sind sie schwarzblau und verlaufen zur Spitze hin nach rosa. Die Dornen an den Schienen der Männchen sind hell und haben eine schwarze Spitze. Der komplette Körper ist kurz, abstehend hell behaart. Die hellbraunen Flügel variieren in ihrer Länge zwischen der des Halsschildes und der des halben Hinterleibs. Gelegentlich kann man auch melanistische Tiere beobachten, deren schwarze Musterung mehr oder weniger stark dominierend ist. 

### Ähnliche Arten
Die Alpine Gebirgsschrecke kann von den sich in den Süd- und Ostalpen in ihrer Verbreitung überschneidenden, sehr ähnlichen Arten Miramella carinthica, Miramella irena und Miramella formosanta nur durch Genitaluntersuchungen unterschieden werden.

## Vorkommen
Das Verbreitungsgebiet erstreckt sich disjunkt über folgende Gebirge: Pyrenäen, Zentralmassiv, Jura, Vogesen, Schwarzwald, Alpen und Karpaten, wobei man sie in 1000 bis 2800 Meter Höhe findet. Man geht davon aus, dass etwa die Populationen im Schwarzwald von denen der Alpen seit etwa 10.000 Jahren isoliert sind. Die Alpine Gebirgsschrecke bevorzugt feuchte Lebensräume, wie etwa üppige und feuchte Wiesen, Niedermoore, feuchte Lichtungen oder lichte Wälder. Man findet die adulten Tiere von Mitte Juli bis September, gelegentlich auch schon im Juni.

## Lebensweise

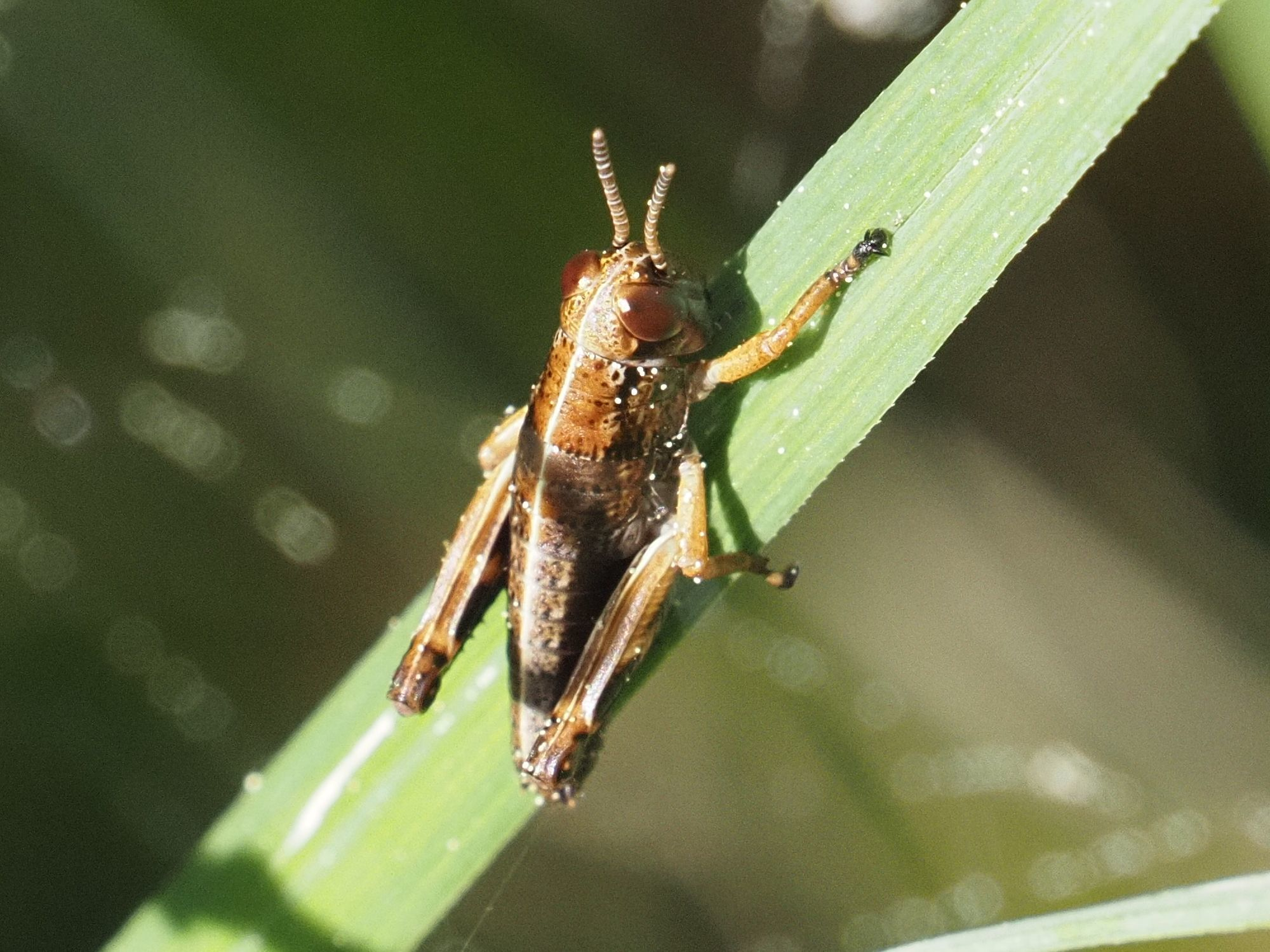
Alpine Gebirgsschrecke, Nymphe (Larve) Mai 2022

Die Schrecken ernähren sich von Flechten, Moosen, Gräsern sowie von jungen Trieben aufkeimender Gehölze. Sie bevorzugen vor allem Blaubeere (Vaccinium myrtillus), Preiselbeere (Vaccinium vitis-idaea) sowie Blaues Pfeifengras (Molinia caerulea), man findet sie aber auch an zahlreichen anderen Arten. Die Weibchen legen von August bis Oktober 5 bis 23 Eier etwa 15 Millimeter tief im feuchten Boden ab. Meistens werden die Eiablageplätze im Frühling zumindest kurzzeitig überflutet, weswegen man davon ausgeht, dass die Eier gegenüber einem solchen Einfluss tolerant sind. Larven findet man von Mai bis September, wobei diese empfindlich gegenüber Kälteeinbrüchen im Frühjahr sind.

## Balz und Paarung
Wie die übrigen Vertreter der Knarrschrecken können auch die Männchen der Alpinen Gebirgsschrecke nicht stridulieren. Sie können aber mit den Mandibeln leise Knarr- und Klicklaute erzeugen. Weibchen werden von exponierten Stellen aus, meist großen Blättern, angelockt. Zusätzlich zu den Mandibelgeräuschen werden die Hinterschenkel im Rhythmus hin und her bewegt. Entdeckt das Männchen eine Partnerin, wird die Balz zunächst gestoppt. Es nähert sich dem Weibchen anschließend mit wiederholten Schenkelbewegungen. Ab einer Entfernung von etwa 10 Zentimetern wird das Weibchen angesprungen und mit den Vorderbeinen umklammert. Die anschließende Paarung dauert zwischen 10 und 60 Minuten. 